# Carda (herramienta)

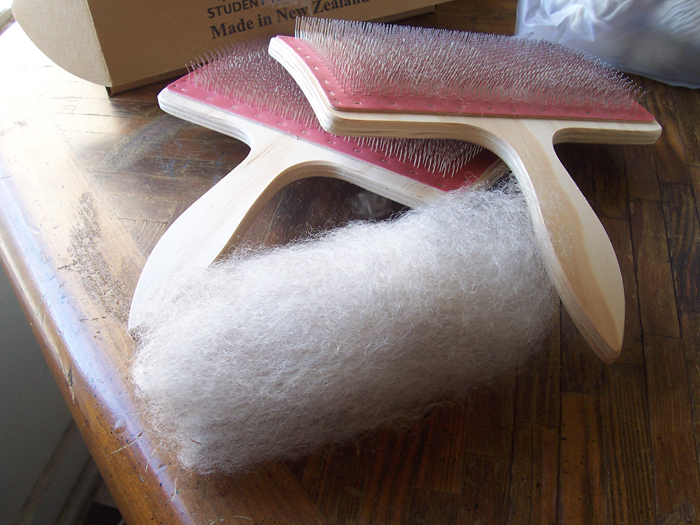
Cardas

Se llama carda a un instrumento que se utiliza en la industria textil para limpiar y separar las hebras.
La carda se compone de una tabla de madera sobre la que se asienta y asegura un pedazo de acero lleno de puntas de alambre de hierro. Se utiliza entre otras cosas, para preparar y limpiar la lana (cardado), y también la usan los cordeleros para preparar el cáñamo que han de torcer. 